# TMBIM4
TMBIM4 (англ. Transmembrane BAX inhibitor motif containing 4) – білок, який кодується однойменним геном, розташованим у людей на короткому плечі 12-ї хромосоми. Довжина поліпептидного ланцюга білка становить 238 амінокислот, а молекулярна маса — 26 971.
| 10         |  | 20         |  | 30         |  | 40         |  | 50         |
| ---------- |  | ---------- |  | ---------- |  | ---------- |  | ---------- |
| MADPDPRYPR |  | SSIEDDFNYG |  | SSVASATVHI |  | RMAFLRKVYS |  | ILSLQVLLTT |
| VTSTVFLYFE |  | SVRTFVHESP |  | ALILLFALGS |  | LGLIFALILN |  | RHKYPLNLYL |
| LFGFTLLEAL |  | TVAVVVTFYD |  | VYIILQAFIL |  | TTTVFFGLTV |  | YTLQSKKDFS |
| KFGAGLFALL |  | WILCLSGFLK |  | FFFYSEIMEL |  | VLAAAGALLF |  | CGFIIYDTHS |
| LMHKLSPEEY |  | VLAAISLYLD |  | IINLFLHLLR |  | FLEAVNKK   |  |            |

A: Аланін

C: Цистеїн

D: Аспарагінова кислота

E: Глутамінова кислота

F: Фенілаланін

G: Гліцин

H: Гістидин

I: Ізолейцин

K: Лізин

L: Лейцин

M: Метіонін

N: Аспарагін

P: Пролін

Q: Глутамін

R: Аргінін

S: Серин

T: Треонін

V: Валін

W: Триптофан

Задіяний у такому біологічному процесі, як апоптоз. 
Локалізований у мембрані, апараті гольджі.